# 후루카와 마코토
후루카와 마코토(古川 慎, 1989년 9월 29일 - )는 일본의 남성 성우이다. 스페이스 크래프트 엔터테인먼트 소속이다.
구마모토현 출신이며 혈액형은 A형이다.

## 경력
5살 때 본 『신기동전기 건담W』의 히이로 유이를 맡은 미도리카와 히카루의 목소리를 동경하여 성우에 흥미를 가지게 되었다. 그 후 중학교 시절에 스카이 퍼펙트의 애니메이션 전문 채널을 모고 애니메이션을 좋아하게 되었다고 한다.
2012년에 아르바이트로 PS3 전용 소프트 「백기사 이야기」의 모션 액터를 연기한 경력을 가지고 있다.

## 출연 작품
※두꺼운 글자는 메인 캐릭터

### TV 애니메이션
2012년
- 은혼' 연장전 (문하생)
- 짐승 배틀 몬스노 (지오, 레프티, 병사)
- 하트 커넥트 (남학생, 불량)
- PSYCHO-PASS 사이코패스 (청년)
- 황혼소녀 × 암네시아 (남학생)
- DOG DAYS' (병사, 기사)
- 히다마리 스케치 × 허니콤 (요시오)

2013년
- 가이스트 크래셔 (시렌 쿼츠 하트[2])
- 신이 없는 일요일 (멘힘)
- 금빛 모자이크 (남학생)
- 현시연 2대째 (후배)
- 골든타임 (타다 반리[3])
- 세계에서 제일 강해지고 싶어! (관객)
- 어떤 과학의 초전자포S (마다라메 켄지)
- WHITE ALBUM2 (유도부원 B, 남자대학생 A, 남학생 B)
- 역시 내 청춘 러브코메디는 잘못됐다. (남학생, 반장, 적조 남자)
- 로그 호라이즌 (토모시비, 그을린 번개)

2014년
- 알드노아 제로 (카케이 시고)
- 일주일간 친구 (클래스메이트)
- 에스카&로지의 아틀리에 ~황혼의 하늘의 연금술사~ (로지의 친구)
- M3 ~그 검은 강철~ (남학생 B, 임원 C)
- 그녀의 플래그가 꺾이면 (학생 B)
- 신들의 장난 (남학생 B)
- 정령사의 검무 (카제하야 카미토[4])
- 도쿄 레이븐즈 (직원)
- 노부나가 더 풀 (질)
- 하이큐!! (킨다이치 유타로[5])
- 풍운유신 다이쇼군 (키리코의 형)
- 러브 무비 사랑스런 무코 시즌 2 (우시코우〈고등학생 시절〉)

2015년
- 아르슬란 전기 (키르스, 병사)
- 학교생활! (남학생 B #1, 선배)
- GATE 자위대 그의 땅에서 이처럼 싸우며 (기동원, 도트 다이스케, 라미레스, 무선)
- 4월은 너의 거짓말 (남학생)
- 下야한 이야기라는 개념이 존재하지 않는 지루한 세계 (청소년 C, 선도과 리더 #05, 남자 C #06, 경비원, 학생 A, 무리 C, 선도과 직원 C)
- Charlotte (남학생 센다 #4)
- 순결의 마리아 (청소년 A)
- 식극의 소마 (니카이도 케이아키라, 이시와타리 타쿠미, 관객 A)
- 전희절창 심포기어 GX (청소년)
- 던전에서 만남을 추구하면 안 되는 걸까 (미아하)
- 탐정가극 밀키홈즈 TD (앤드류[6])
- 듀라라라!!×2 (미츠쿠리, 레이다)
- 일곱 개의 대죄 (구스타프)
- 하이스쿨 D×D BorN (디오도라·아스타로토)
- 헬로!! 금빛 모자이크 (남학생)
- 미카구라 학원조곡 (미나토가와 사다마츠[7])
- 역시 내 청춘 러브코메디는 잘못됐다. 속 (카이힌고등학교 학생)
- 유☆희☆왕 ARC-V (대리)
- 와카바걸 (남자 B)
- 원펀맨 (사이타마[8])

2016년
- 디지몬 유니버스 애플리 몬스터즈 - 오오조라 유진

2016년
- 불꽃 소방대 2장 - 오군 몽고메리

### 극장 애니메이션
2013년
- AURA ~마룡원 광야 최후의 싸움~ (코바야시)

2014년
- 아르모니 (고토[9])

2015년
- 아키의 연주로 (하야시다 나오토)
- 코드기어스 망국의 아키토 제 3장 「빛나는 것이 하늘로부터 내려오다」 (청년장교 B)
- 마음이 외치고 싶어한다 (이와키 토시노리[10])
- 하이큐!! 승자와 패자 (킨다이치 유타로)

### Web 애니메이션
2011년
- 무장중학생 (요시노 사토시)

2015년
- 닌자 슬레이어 프롬 애니메이션 (서드아이[11])